# Alessandro Rigotti
Alessandro Rigotti (Torino, 20 aprile 1978) è un doppiatore italiano.

## Biografia
Diplomato al liceo scientifico, si dedica alla recitazione a partire dal 2000, inizialmente come speaker radiofonico e poi come doppiatore, lavorando in quest'ultimo ambito a Torino, Milano e Roma. Si è cimentato in serie televisive, anche animate, e videogiochi: in quest'ultimo campo è noto per essere divenuto la voce italiana di Desmond Miles nella saga di Assassin's Creed, di Leon S. Kennedy in Resident Evil e Ratchet nella serie di videogiochi Ratchet & Clank. È lo speaker ufficiale di Radio Capital, delle reti televisive Giallo, SuperTennis e dal 2014 del programma Pechino Express. È inoltre la voce dei promo dei programmi in onda sui seguenti canali televisivi della Rai: Rai 3, Rai 5, Rai Storia e talvolta anche Rai 1.

## Doppiaggio

### Film
- Josh Peck in Oppenheimer
- Koji Kikkawa in The City of Lost Souls, The Guys from Paradise
- Tommy Dewey in Book Club - Tutto può succedere, Saturday Night
- Ying-hsien Kao in Lussuria - Seduzione e tradimento
- Hugh Dancy in Adam
- Channing Tatum in She's the Man
- Jonathan Rhys-Meyers in I'll Sleep When I'm Dead
- Liam McMahon in Hunger
- Gabriel Macht in Grand Theft Parsons
- Sean Harris in 24 Hour Party People
- Joe Odagiri in Shinobi
- Laurence Kinlan in Ned Kelly
- Nicholas Reinke in Requiem
- Brian Geraghty in Il nome del mio assassino
- Sam Cohan in At the End of the Day - Un giorno senza fine
- Guillermo Pfening in The German Doctor
- Mario Theis in Party Girl
- Joe Egender in Holy Ghost People
- Jesse Hutch in Radio Killer 3 - La corsa continua
- Nicholas Hoult in Newness
- Antoine Reinartz in 120 battiti al minuto
- André Sørum in Blasted - In due contro gli alieni
- Chukwudi Iwuji in Guardiani della Galassia Vol. 3
- Amine Mentseur in Non conosci Papicha
- Paul Ready in Heart of Stone
- André Eriksen in Colpi d'amore
- Will Buxton in F1 - Il film

### Film d'animazione
- Sasuke Uchiha in Naruto - The Movie: La primavera nel Paese della Neve, Naruto Shippuden - Il maestro e il discepolo, Naruto - La via dei ninja, The Last: Naruto the Movie, Boruto: Naruto the Movie
- Leon Scott Kennedy in Resident Evil: Damnation, Resident Evil: L'isola della morte
- Aquarius in I Cavalieri dello zodiaco - La leggenda del Grande Tempio
- Hal Jordan/Lanterna Verde in Lanterna Verde - Prima missione
- Gaturro in Gaturro
- Woonan da giovane in One Piece - Per tutto l'oro del mondo
- Zane in LEGO Ninjago - Il film
- Zero in Pokémon: Giratina e il Guerriero dei Cieli
- Seijirou Kikuoka in Sword Art Online - The Movie: Ordinal Scale
- Bill il Negozio di caramelle in Tom & Jerry: Willy Wonka e la fabbrica di cioccolato[1]
- Akira Sakaki nell'edizione home video di Godzilla mangiapianeti
- Sunny il fiore in IF - Gli amici immaginari

### Serie televisive
- Sendhil Ramamurthy in Heroes, Heroes Reborn, New Amsterdam
- Yani Gellman in Monster Warriors, CSI - Scena del crimine
- Nick E. Tarabay in Spartacus, Spartacus - Gli dei dell'arena
- Nick Zano in Legends of Tomorrow, Arrow
- Jorge Enrique Abello in Betty la fea, Ecomoda
- David Dawson in The Last Kingdom
- Jonathan Rhys Meyers in Vikings
- Joseph Gilgun in Misfits
- Bruno Campos in Nip/Tuck
- Alexis Cruz in Shark - Giustizia a tutti i costi
- Burak Tozkoparan in La notte nel cuore
- James Hiroyuki Liao in Prison Break
- Scott Krinsky in Chuck
- Anatole Taubman in I pilastri della Terra
- Josh Peck in Merry Christmas, Drake & Josh
- Eric Johnson in Flash Gordon
- Josh Peck in Drake & Josh
- Archie Kao in Chicago P.D.
- Maxi Iglesias in Velvet
- Sergio Di Zio in Flashpoint
- Allen Haff in Affare fatto
- David Hornsby in Mythic Quest
- Drake Bell in Zoey 101
- Costa Ronin in The Americans
- Serkan Altunorak in Brave and Beautiful
- Gonzalo Trujillo in Una vita
- Salvador del Solar in Eredità d'amore
- Daniel Elbittar in Sangre de mi tierra
- Rob Kerkovich in NCIS: New Orleans
- Cihat Süvarioğlu in Interrupted - L'amore incompiuto
- Tanner Novlan in Beautiful
- Song Seung-heon in Black Knight
- Caleb Lowell in Saint X (da adulto)
- Yoon Kyung-ho in The Trauma Code - Il turno degli eroi
- K.E.V.I.N. in She-Hulk: Attorney at Law
- Omid Abtahi in 24
- Matt Mella in Il re d'inverno - Artù, dal mito alla leggenda
- T.O.P in Squid Game

### Serie animate
- Ikuto Tsukiyomi in Shugo Chara - La magia del cuore
- Sasuke Uchiha in Naruto e Naruto Shippuden
- Joringhello in Simsalagrimm
- Tatsuhiro Sato in Welcome to the NHK
- Aquarius in I Cavalieri dello zodiaco - Saint Seiya - Hades, I Cavalieri dello zodiaco - Saint Seiya: Soul of Gold
- Tony Stark/Iron Man (1ª voce) in Iron Man: Armored Adventures
- Hermeppo (2°voce) in One Piece
- Hal Jordan in Green Lantern: The Animated Series
- Joshua Christopher in Chrono Crusade
- Chillest Cat in Tiny Toons Looniversity
- Maximilien de Robespierre in Le Chevalier D'Eon
- Simon da ragazzo in Sfondamento dei cieli Gurren Lagann
- Papa Alessandro XVIII in Trinity Blood
- Zane in LEGO Ninjago e Ninjago: La rivolta dei draghi
- Buck Leyton in Sorriso d'argento
- Chazz Princeton in Yu-Gi-Oh! GX
- Mugan in Tiger & Bunny
- Ryo Takasuki in Project ARMS
- Pierre in Sugar Sugar
- Mikey in Kappa Mikey
- Xandir in Drawn Together
- Boog in Fanboy & Chum Chum
- Yuda in Ken il guerriero: la leggenda di Raoul il dominatore del cielo
- Kyosuke Takakura in Nana
- Shawn Froste Adulto in Inazuma Eleven GO
- Zanark Avalonic in Inazuma Eleven GO Chrono Stones
- Zack Avalon in Inazuma Eleven GO Galaxy
- Reggie in Pokémon Diamante e Perla
- Cobra in Fairy Tail
- Richard "Richie" Foley/Gear in Static Shock
- Profondo Blu (2ª voce) in Tokyo Mew Mew - Amiche vincenti
- Phantom in MÄR
- Lord El-Melloi II in Fate/stay night: Unlimited Blade Works
- Akira Kuroki in Kilari
- Gabe in Elena di Avalor
- Reiji in Beyblade Metal Fusion
- Walls in Beyblade Metal Masters
- Fagiolino in SamSam il cosmoeroe
- Leon S. Kennedy in Resident Evil: Infinite Darkness
- Skeptic in My Hero Academia
- Fugitoid in Teenage Mutant Ninja Turtles - Tartarughe Ninja

### Videogiochi
- Desmond Miles in Assassin's Creed (2007),[2] Assassin's Creed II (2009),[3] Assassin's Creed: Brotherhood (2010),[4] Assassin's Creed: Revelations (2011),[5] Assassin's Creed III (2012),[6] Assassin's Creed: Valhalla (2020)[7]
- Principe di Persia in Prince of Persia (2008), Prince of Persia: Le sabbie dimenticate (2010)
- Ned Land e Capitano Nemo in 20.000 leghe sotto i mari (2003)[8]
- Will Turner in Pirati dei Caraibi - Ai confini del mondo (2007)
- Mickey in Halo 3: ODST (2009)[9]
- Norman Jayden in Heavy Rain (2010)[10]
- Lassard in Rage (2011)[11]
- Ratchet in Ratchet & Clank: Tutti per uno (2011), Ratchet & Clank: QForce (2012), PlayStation All-Stars Battle Royale (2012), Ratchet & Clank: Nexus (2013), Ratchet & Clank (2016), Ratchet & Clank: Rift Apart (2021)[12]
- Leon Scott Kennedy in Resident Evil: Operation Raccoon City (2012),[13] Resident Evil 6 (2012), Resident Evil: Revelations 2 (2015), Resident Evil 2 (2019), Resident Evil 4 (2023)[14]
- Wangli ChangCheng, Zanark Avalonic, Ar Ecks e Desmodus Drakul in Inazuma Eleven GO Chrono Stones (2015)[15]
- Sir Galleth Cooper in Sly Cooper: Ladri nel Tempo (2013)
- Inarius in Diablo III: Reaper of Souls (2014)[16] e Diablo IV (2023)[17]
- Joshua Washington in Until Dawn (2015 e 2024)[18]
- Matt Horner in Starcraft II - Legacy of the Void (2015)[19]
- Michael Webb in Detroit: Become Human (2018)[20]
- Superman e Booster Gold in LEGO DC Super-Villains (2018)[21]
- Thompson in Days Gone (2019)[22]
- Arif Iqbal in Cyberpunk 2077 (2020)[23]
- Bail Organa, Owen Lars e comandante ribelle in LEGO Star Wars: La saga degli Skywalker (2022)[24]